# La Fac en délire
Pour plus de détails, voir Fiche technique et Distribution.
La Fac en délire (Austern mit Senf) est une comédie franco-ouest-allemande réalisée par Franz Antel, sortie en 1979.

## Fiche technique
Sauf indication contraire, les informations mentionnées dans cette section peuvent être confirmées par la base de données cinématographiques IMDb,  présente dans la section « Liens externes ».
- Titre original : Austern mit Senf ou Der Traumbus[1]
- Titre français : La Fac en délire ou Les Huîtres à la moutarde ou Les Surdoués font du ski[2]
- Réalisateur : Franz Antel
- Scénario : Willy Pribil, Werner Ebbs, Franz Antel, Richard Balducci
- Photographie : Franz Xaver Lederle (de)
- Montage : Gisela Haller (de)
- Musique : Gerhard Heinz (de)
- Producteurs : Heinz Willeg (de), Kurt Kodal (de)
- Sociétés de production : Allianz Filmproduktion, Méditerranée Cinéma, TIT Filmproduktion
- Pays de production :  Allemagne de l'Ouest,  France
- Langue de tournage : allemand, français
- Format : Couleur Eastmancolor - 1,66:1 - 35 mm
- Durée : 94 minutes
- Genre : Comédie
- Dates de sortie :
  - Allemagne de l'Ouest : 10 août 1979
  - France : 19 mai 1982[2]

## Distribution
- Sascha Hehn : Gaston
- Stéphane Hillel : Luc
- Olivia Pascal : Marguerite
- Dagmar Koller (de) : Vera
- Ossy Kolmann (de)
- Herbert Fux
- Jacques Herlin
- Toni Sailer : le chef moniteur
- Consuelo De Haviland
- Arlette Emery
- Doris Fuchs
- Margit Schwarzer
- Joachim Bernhard (de)
- Rolf Olsen